# American All Stars
Ne doit pas être confondu avec Équipe des États-Unis de rugby à XIII
Les American All Stars désignent une sélection de joueurs américains   de rugby à XIII qui ont effectué des tournées en Australie, en Nouvelle-Zélande et en France dans les années 1950.
Composée de joueurs n'ayant pour la plupart jamais joué  au rugby, cette équipe,  qui n'a remporté que peu de victoires,  obtient alors un grand succès médiatique et  conserve,  des décennies après sa disparition, une aura dans le milieu du rugby à XIII international.

## Histoire
En 1953, Mike Dimitro, un promoteur de catch, forme une équipe de rugby à XIII appelé les  American Rugby League All Stars,. Elle part en tournée en Australasie pour y jouer 26 matchs. Aucun des 22 joueurs américains avaient déjà joué au rugby à XIII avant cette tournée, ils se sont présentés dans une tenue de football américain dès le début du tournoi, portant même parfois des pantalons longs en match.
Son bilan est mitigé, 6 victoires, 2 nuls et 18 défaites.  
Leur deuxième match de la tournée, contre une sélection de Sydney, attire une foule de 65 453 spectateurs au Sydney Cricket Ground. Ensuite, le public s'étiole au fil des lourdes défaites des American All-Stars. Le meilleur des joueurs américains Al Kirkland décide de rester à Sydney et rejoint le club de Parramatta où il joua une saison en 1956 (18 matchs pour 4 essais).
D'un point de vue humain, beaucoup de joueurs sont blessés, particulièrement au moment de la tournée en Australie. Le rythme des rencontres est effréné et le banc de joueurs américains est tellement peu fourni que l'équipe est parfois obligée de se faire prêter des joueurs locaux. Ainsi Franck Mulcaire fait partie de quatre Néo-zélandais en renfort de la sélection, lorsque celle-ci effectue sa tournée en Nouvelle-Zélande.
Mike Dimitro organise 2 matchs d'exhibition en Californie, entre l'Australie et la Nouvelle-Zélande. En 1954, l'équipe des États-Unis affrontent la France à Paris.

## Tournée en Australie
Elle suscite un grand engouement auprès du public australien. 
Mais souffrant de la comparaison avec l'équipe de France et sa tournée les années précédentes, l'intérêt aura tendance à s'effilocher. Les joueurs américains, très athlétiques et joueurs, excellent passeurs, se révèlent insuffisants en défense.
Leur lacune technique due à leur inexpérience,  même compensée par un arbitrage bienveillant, est patente.
La pauvreté de leur banc de remplaçants se fait sentir au fur et à mesure des nombreuses blessures. Un joueur attrapant même la polio. 

## Tournée en Nouvelle-Zélande
Il s'agit du prolongement de celle d'Australie. Les Américains affrontent ici des conditions très différentes, terrains boueux par exemple.

## Tournée en France et projet de tournée avorté en Angleterre
Cette tournée est organisée en hiver, dans la France encore touchée par l'après-guerre. Exposant les joueurs américains, originaires essentiellement de Californie, à des conditions dont ils n'ont pas l'habitude.
Comme en Australie, les Américains sont accueillis chaleureusement et leur tournée est assez médiatisée. Ils se prêtent volontiers à certaines opérations de promotion comme celle de la maison Pernod.
À noter que les Anglais expriment pendant un certain temps  la volonté d'accueillir également les Américains. Mais cela reste un vœu pieux.  

## Épilogue
Voulant profiter de l'engouement pour son équipe, Mike Dimimtro et d'autres promoteurs d'évènements sportifs américains tentèrent de lancer le rugby à XIII aux États-Unis. L'idée étant de mobiliser les joueurs des équipes de Football américain, inoccupés pendant l'intersaison. 
Ce sera en vain.  Après leurs tournées, la plupart des joueurs ne joueront plus jamais au rugby à XIII. 
Certains, universitaires,  parce qu'ils intégreront la vie active, d'autres parce qu'aucun club de rugby à XIII n'existe à cette époque aux États-Unis.